# Calle de la Palma
La calle de la Palma es una vía pública de la ciudad española de Madrid, situada en el barrio de Universidad, distrito Centro, y que une la calle de Fuencarral con la de Amaniel, en dirección este-oeste.

## Historia

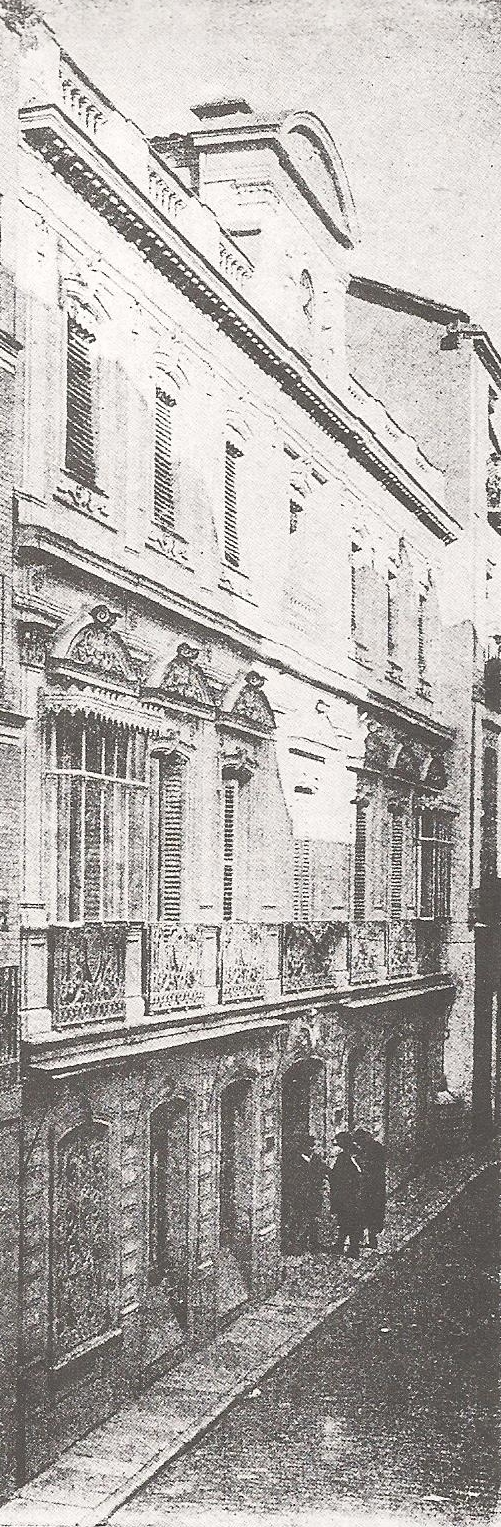
Calle.

Discurre desde la calle de Fuencarral a la calle de Amaniel y conserva el nombre «de la Palma» desde el siglo XVII. En 1645 el convento de Maravillas habría pedido que se cerrase una callejuela que solo servía para basurero, vía situada frente a la calle de Santa Lucía, de la que formaba parte, y que se llamó primero «de la Cruz Nueva» y posteriormente de la «Cruz del Rey».  Hacia 1889 se conservaban antecedentes de construcciones particulares desde 1655.
Según la tradición la calle de la Palma era un despoblado que había en el arroyo de las Palmas, una de las cuales, que habría quedado en el sitio donde se levantó la vía, daría nombre a esta. Según Antonio de Capmany hacia 1616 el barrio estaría apenas formado. Sin embargo Hilario Peñasco de la Puente y Carlos Cambronero desmienten esta teoría, ya que según ellos en tiempos de Felipe III ya estarían formadas esta calle y las que a ella afluían, además de dudar ambos de la existencia de palmeras a raíz del clima de la ciudad.
En la calle de la Palma, casa primera desde la calle de San Bernardo, según las Memorias de Eugenio Larruga, habrían existido doce telares dirigidos por el teniente coronel José Bernardo Cifuentes, en los que se trabajaban franelas finas cristales (tela de lana muy delgada y algo lustrosa), castorcillos, tercianelas, droguetes, sargas y satinas, hasta que se trasladó la manufactura a una villa asturiana.
En sus aceras se levanta la iglesia de los Santos Justo y Pastor, instalada en 1891, en el antiguo convento de Maravillas, además de encontrarse el bar El Pentagrama, especialmente popular durante la Movida madrileña e instalado allí desde 1976.

## Residentes ilustres
- Damián Isern, escritor regeneracionista y diputado
- Costus, pintores
- Juan Madrid, escritor
- Matilde Cherner, escritora

## Referencias

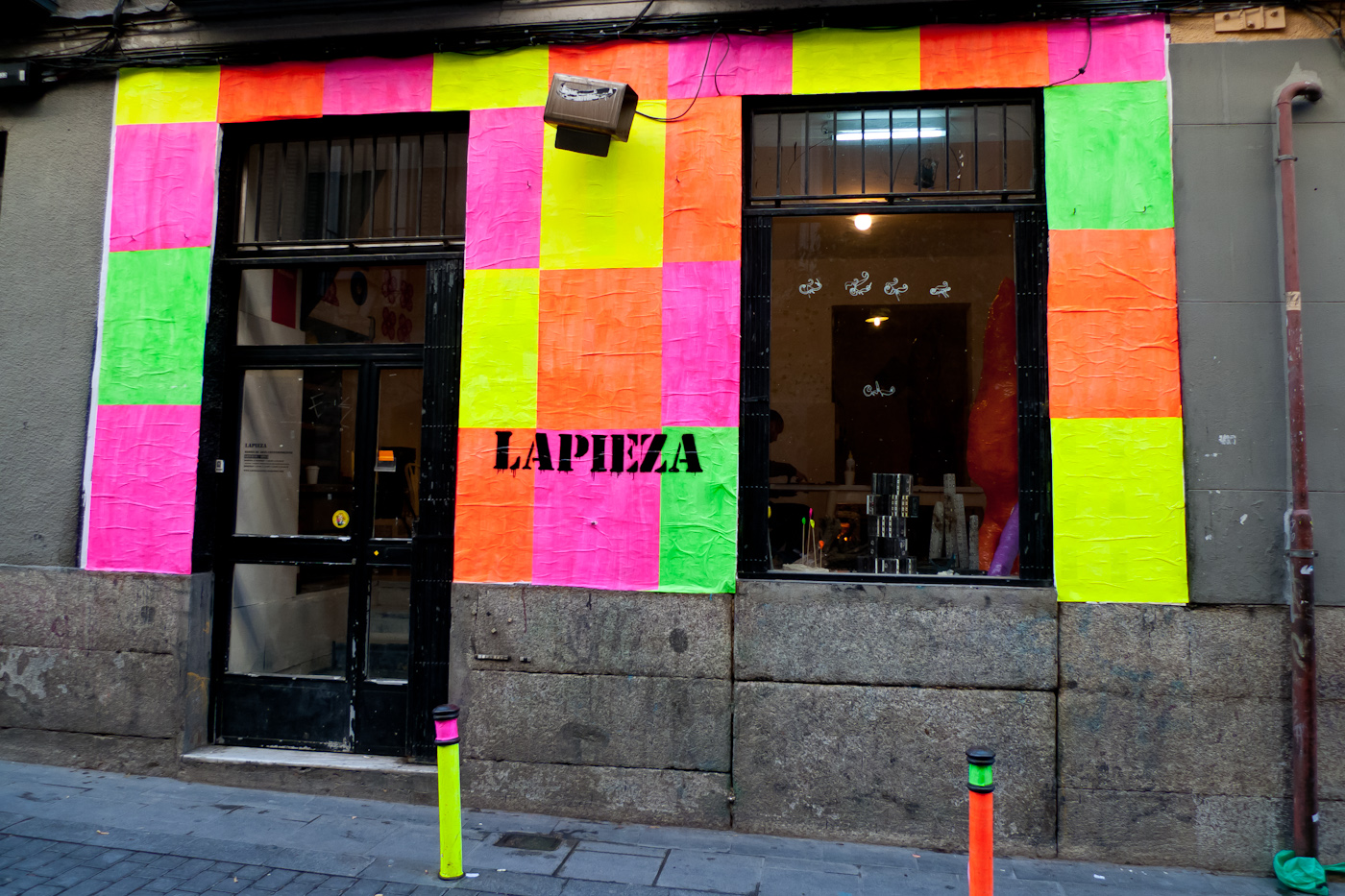
Local en la calle.